# Бурдж Хаммуд
Бурдж Хаммуд (араб. برج حموﺪ‎, арм. Պուրճ Համուտ), — город и муниципалитет в Ливане, расположенный к северо-востоку от Бейрута, в районе Матн, и является частью Большого Бейрута. Город густонаселён армянами. Бурдж Хаммуд является смешанным жилым, промышленным и коммерческим районом, а также одним из самых густонаселённых районов на Ближнем Востоке. Бурдж Хаммуд имеет главную набережную (реку и море), которая не развита.

## История
Когда больные и измотанные армяне, во время Геноцида армян, пережившие марши смерти в Дейр-эз-Зоре (Сирия), прибыли в Бейрут после распада Османской империи, им было предоставлено право строить хижины на восточных берегах реки Бейрут, которые находились у болот и болотистых земель. Затем им было разрешено возводить дома и здания, которые стоят по сей день. В 1952 году Бурдж Хаммуд стал независимым муниципалитетом и в настоящее время является членом группы муниципалитетов Метн-Север.
Отцом-основателем Бурдж-Хаммуда и его муниципалитета был армянский католический отец Пол Арисс (на арабском الأب بول عريس; на армянском Հայր Պօղոս Արիս), который сыграл важную роль в создании основ шумного города и центра ливанской армянской общины и служил долгое время на должности мэра. Муниципалитет назвал в его честь главную улицу Бурдж Хаммуда в знак признания его значительного вклада в становление и развитие города.
Во время своего основания и раннего урегулирования, Бурдж Хаммуд также был в центре соперничества между двумя армянскими политическими партиями, «Дашнакцутюн» и Социал-демократической партией «Гнчак», которые боролись за контроль над недавно созданными трущобами. Это привело к различным ссорам и убийствам, охватившим армянскую общину Ливана. Это было кульминацией во время ливанского кризиса 1958 года, когда две партии и их сторонники стали поляризованными из-за религиозного спора о том, что католикос станет лидером Армянской Апостольской Церкви. Однако в разгар усиливающейся межрелигиозной розни в конце 1960-х и начале 1970-х годов армянская община Ливана начала сближаться, и в 1972 году партия «Гнчак» провели совместный съезд с дашнаками.

### Гражданская война
Гражданская война в Ливане угрожала существованию армянской общины Бейрута, поэтому они сплотились в Бурдж Хаммуде. Армянское присутствие уже было заметно в Бурдж Хаммуде по многочисленным армянским общинным центрам и церквям.
Во время гражданской войны в Ливане многие молодые армяне взяли оружие, одними из многочисленных молодых армян были будущие бойцы «АСАЛА» Монте Мелконян и Вазген Сислян. Однако «Дашнакцутюн», армянская политическая партия, представляющая большинство армян в диаспоре, постаралась сохранить нейтралитет. Из-за политики нейтралитета Армении маронитские ополченцы оказывали сильное давление на жителей Бурдж-Хаммуда, даже атаковав один из его кварталов.

### Вторая ливанская война (2006)
Во время Второй ливанской войны в 2006 году беженцев принимали в церквях, школах и других комплексах Бурдж-Хаммуда, где их кормили и предоставляли убежища. После конфликта Турция предложила направить часть своих войск в Ливан в составе ЮНИФИЛ. Большинство армян были категорически против участия миротворческой миссии Турции. Они провели демонстрации против турецких сил в Бурдж Хаммуд.

## География

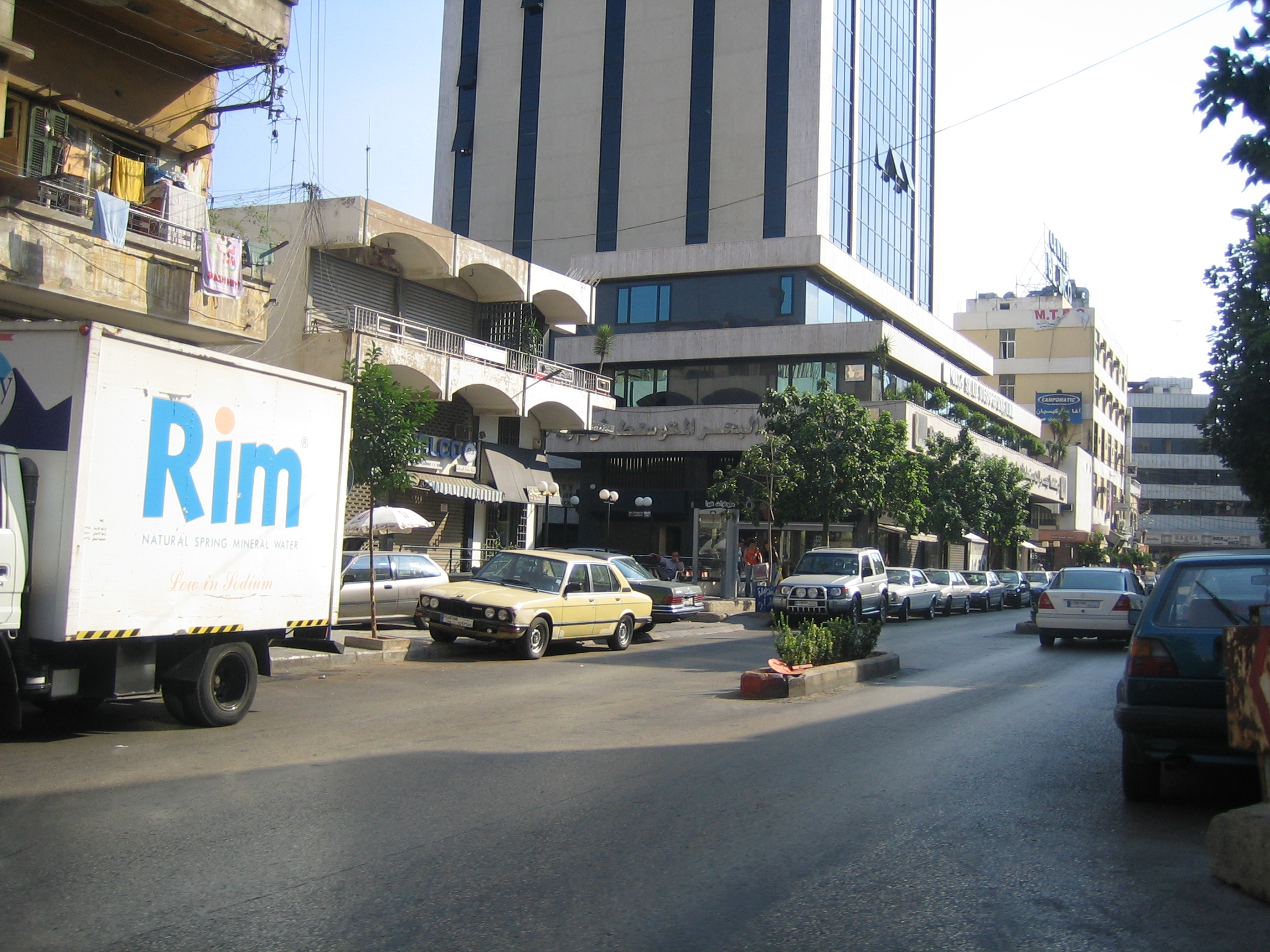
Торговый центр Сити Молл в Бурдж Хаммуд

Бурдж Хаммуд расположен в окружении сообществ Дора, Карантина, Син-эль-Фил и Ашрафия. Он находится на берегу моря, из которого жители отвоевали несколько гектаров земли.
Большинство жилых зданий и домов в Бурдж Хаммуде были построены в период с 1930 по 1970 годы. Они были обычно от двух до четырех этажей. Жилищная конструкция была как у жилых домов в Балканском полуострове, с деревянными балконами, нависающими над узкими улочками. Город сталкивается с некоторыми экологическими проблемами из-за своего расположения на окраине Бейрута. Бурдж Хаммуд имеет большое количество церквей, школ, культурных центров и учреждений, расположенных в его окрестностях.

## Районы
Бурдж Хаммуд делится на семь основных районов.

### Дора
Дора (الدورة) является крупным коммерческим и жилым районом Бурдж Хаммуда и имеет большой промышленный сектор. Дора в основном христианский пригород Бейрута. Иностранные рабочие, особенно египтяне и шриланкийцы, также живут в Доре из-за более дешевой арендной платы.

### Набаа
Набаа (النبعة) — это пригород, который имеет как коммерческие, так и жилые зоны, и является одним из самых густонаселенных районов на Ближнем Востоке. Набаа граничит с областью Син-эль-Фил. Это основной мусульманский сектор в муниципалитете Бурдж-Хаммуда, населённый преимущественно мусульманами-шиитами, а также армянами-христианами. Однако демографические изменения, вызванные гражданской войной в Ливане, привели к тому, что ливанцы проживают в других конфессиях, а также в качестве иностранных рабочих, преимущественно из Сирии, Египта и трудящихся-мигрантов из Азии и Африки из-за более низкой арендной платы и возможностей трудоустройства в этом районе.

### Нахр
Нахр (النهر) является районом, самым близким к Бейруту и граничит с рекой Бейрут, которая служит административным делением между Бурдж-Хаммудом и столицей. Тяжёлый транспортный узел служит для пересечения с ливанской столицей через два главных моста под названием «Джиср Бейрут» (араб. جسر بيروت), пересекающих реку.

### Гилан
Гилан (غيلان) расположен в восточной части Бурдж Хаммуда на большей высоте по сравнению с другими частями города. Впервые он был заселен в 1861 году семьёй Абу Абдалла.

## Армянское присутствие
Большинство улиц в Бурдж Хаммуде названы в честь городов современной Армении и армянских городов в Турции, откуда местное армянское население берёт своё начало. Существуют улицы с армянским названием Мараш, Сис, Адана, Арагац, Киликия, Ереван и т. д. Многие улицы известны исключительно своим популярным наименованием, в то время как формальное или юридическое название игнорируется; одним из таких случаев является улица Аманос, названная в честь населённых армянами районов юго-центральной части Турции (в настоящее время Нур Даглары), некоторые жители которых могут полностью игнорировать формальное название улицы, которая официально именуется как Мэгги Эль Хадж.

## Галерея

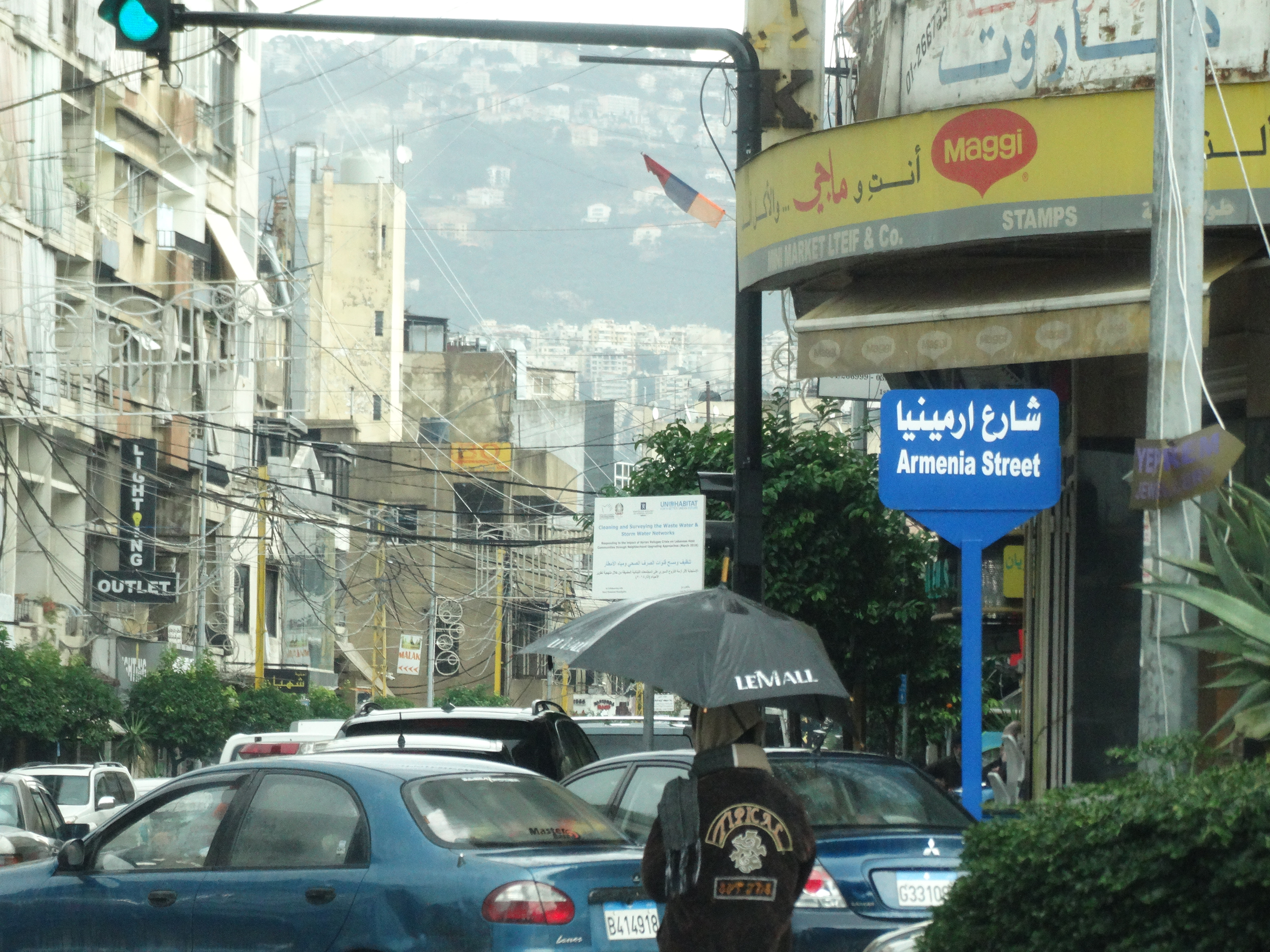
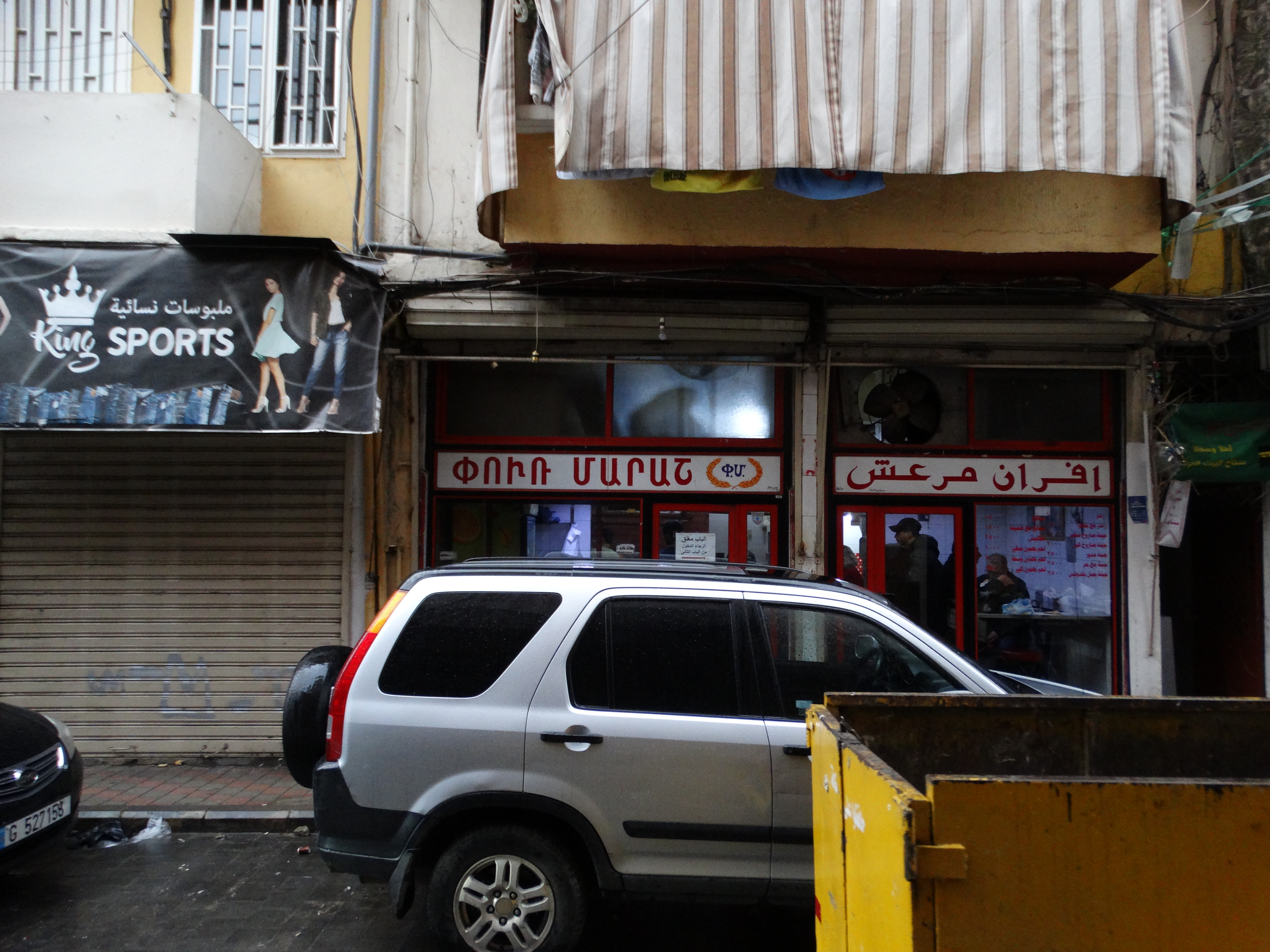
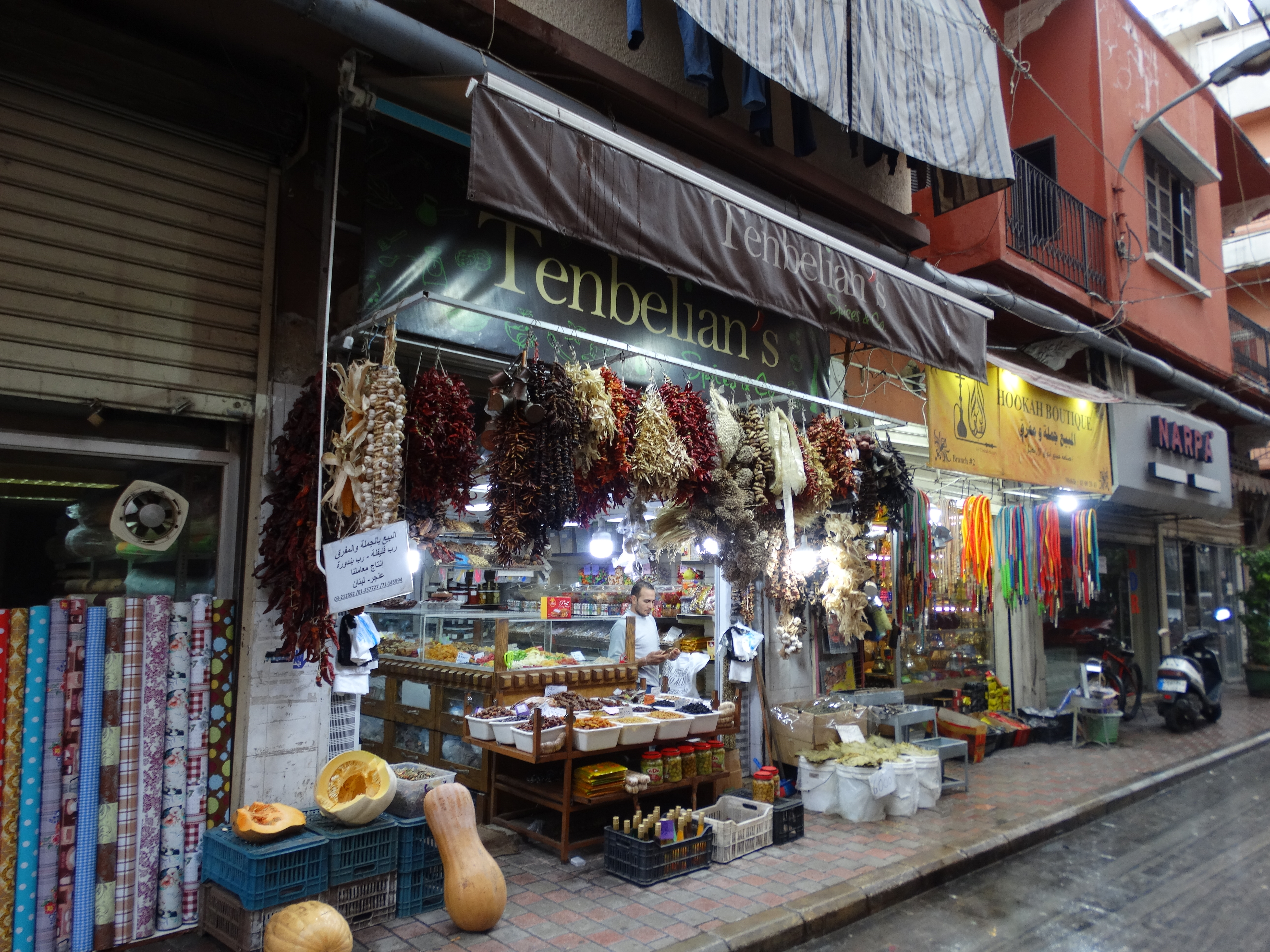
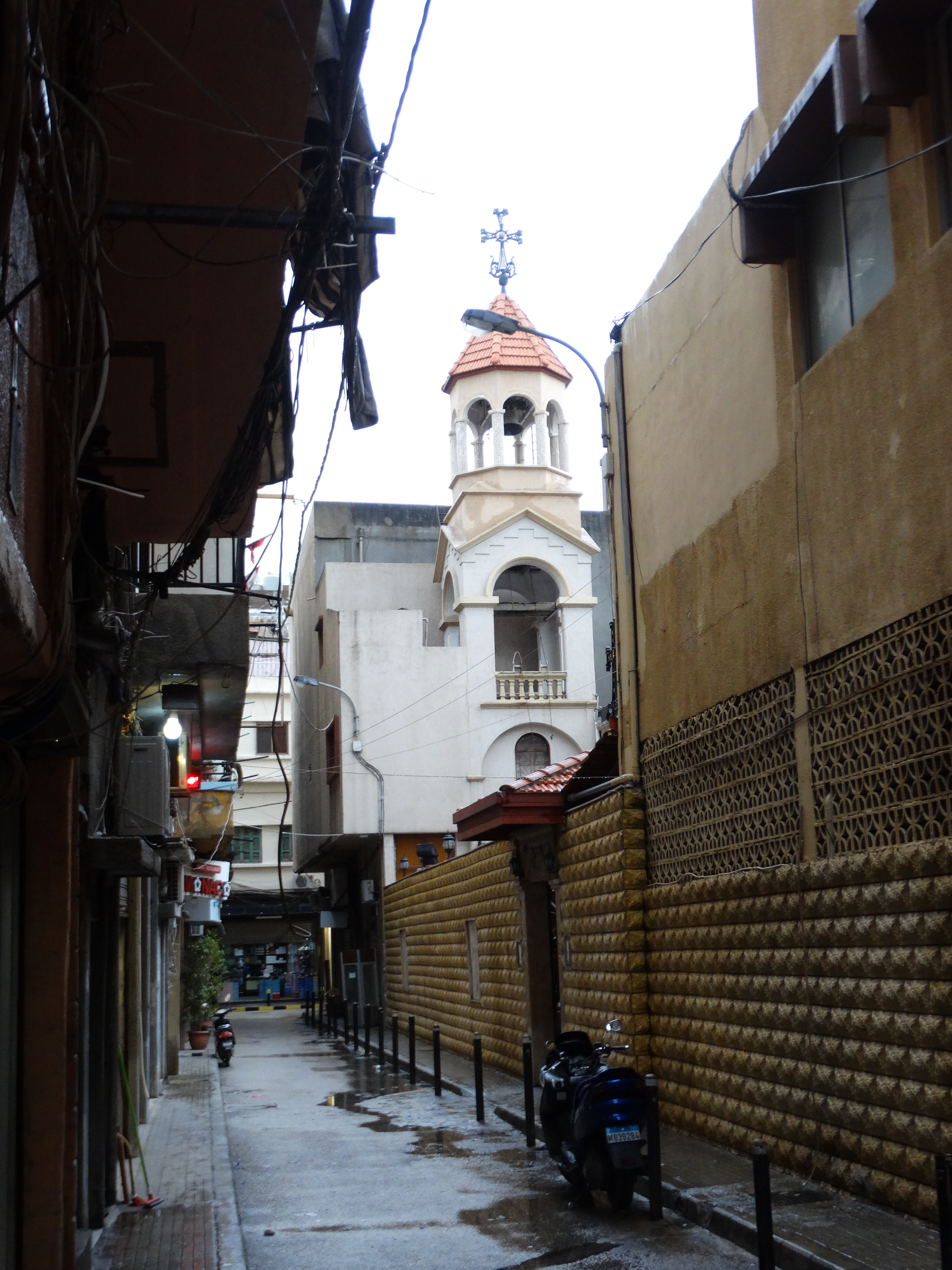
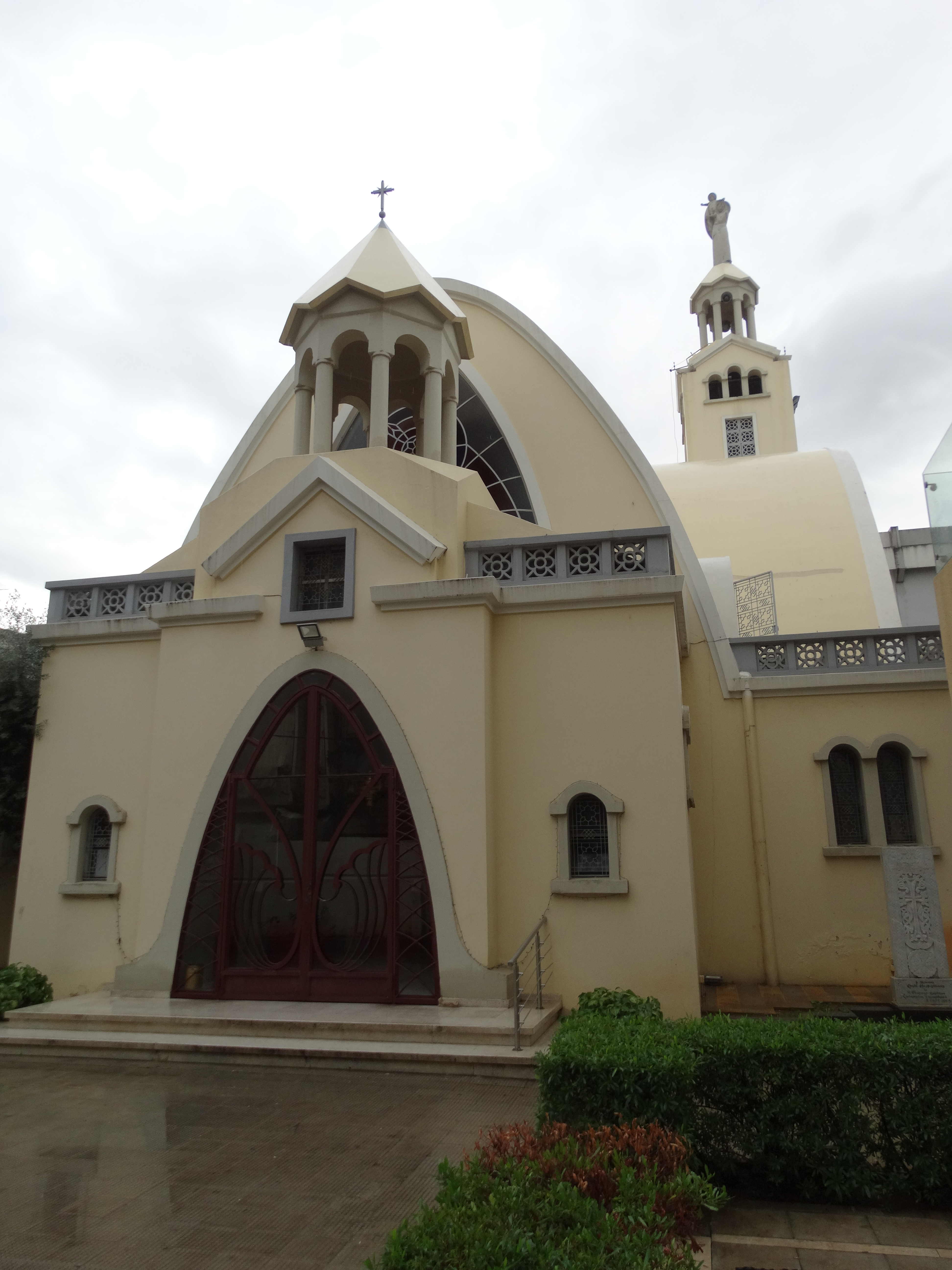
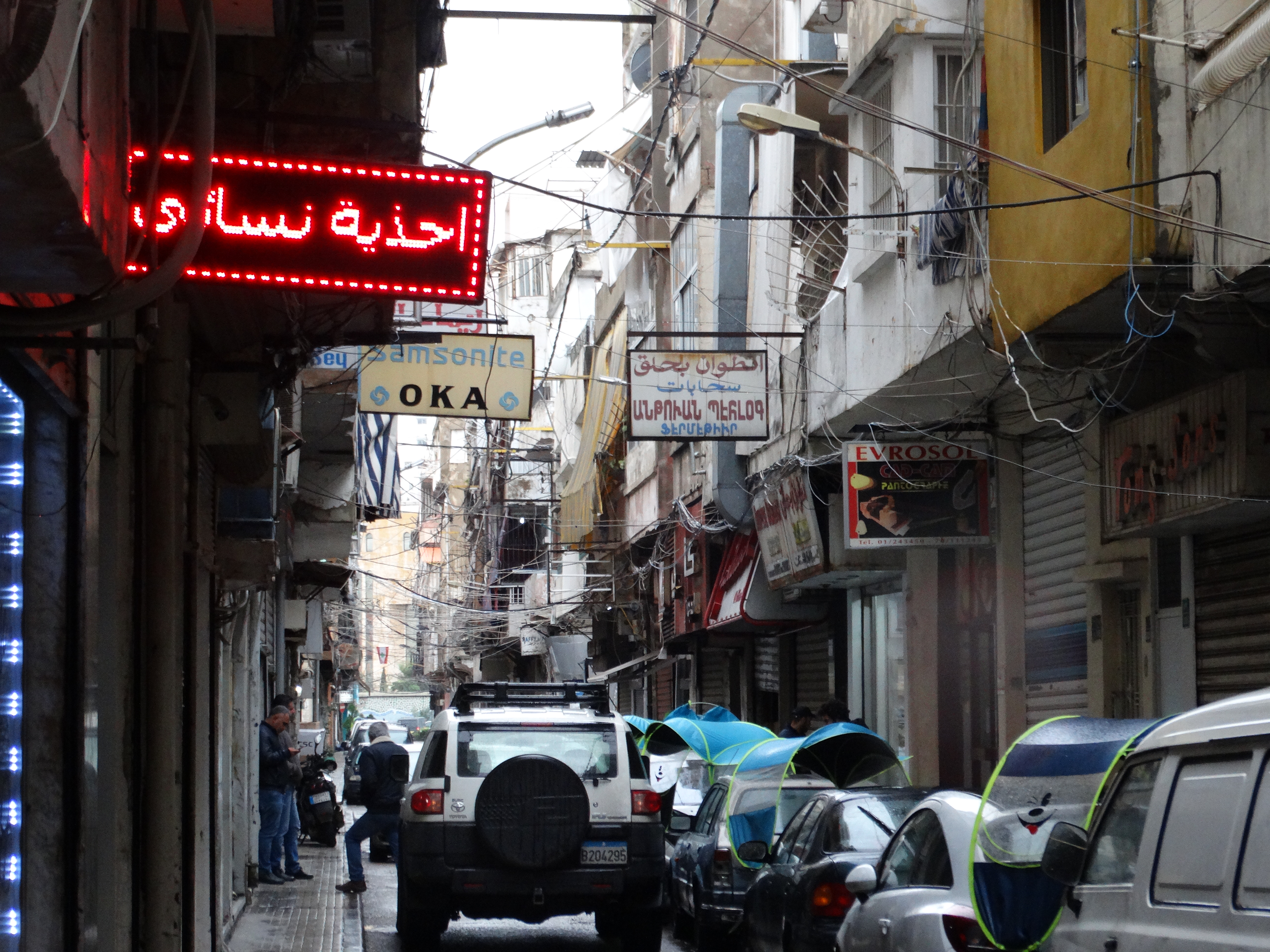

## Демография
Население Бурдж-Хаммуда составляет около 150 000 человек с плотностью 60 000 человек на км², что делает его одним из густонаселённых городов на Ближнем Востоке. Большую часть населения составляют армяне, но также есть ливанские мусульмане-шииты и христиане, а также палестинцы. Кроме того, здесь проживают гастарбайтеры из ряд стран Азии и Африки, а также беженцы из Ирака и Сирии, принадлежащие к различным конфессиям.
Армяне Ливана говорят на западноармянском языке, как и большинство армян Ближнего Востока. В Бурдж Хаммуд много армянских школ. Здесь же располагается редакция армянской газеты «Аздак», одной из крупнейших армянских ежедневных газет армянской диаспоры. В Бурдж Хаммуде также имеется круглосуточная лицензированная армянская радиостанция «Голос Вана» (арм. Վանա ձայնը).
Ведущие армянские политические партии Бурдж Хаммуда: Дашнакцутюн, в которой состоит большая часть армян Бурдж Хаммуда, Армянская демократическая либеральная Партия и Социал-демократическая партия «Гнчак».
Подавляющее большинство армян Бурдж Хаммуда являются првиерженцами Армянской апостольской церкви, также есть армяне-католики и армяне-евангелисты.
Упомянутые политические партии и религиозные конфессии имеют свои собственные учреждения, клубы, церкви и школы в районе Бурдж Хаммуда. Нынешний мэр Бурдж Хаммуда — Мартиг Погосян.

## Экономика
Экономика Бурдж Хаммонд опирается на пять основных категорий: ювелирные изделия ручной работы, кожевенное производство (сумки/обувь/ремни), швейные фабрики, рестораны традиционной армянской кухни, рынок специй и зерна.
В дополнение к вышесказанному, он рассматривается как важный торговый район Ливана.

## Образование
Школы
- Армянские Апостольские школы: Армянская приходская школа Аксора Кассарджяна (арм. Աքսոր Գասարճեան Ազգային Վարժարան), Армянская приходская школа Абгаряна (арм. Աբգարեան Ազգային Վարժարան), Армянская приходская школа сорока мучеников (арм. Քառասուն Մանկանց) и Армянский колледж Левона и Софьи Акопян (арм. Լեւոնի եւ Սոֆիա Հակոբյանի անվան հայկական քոլեջ);
- Армянские католические школы: Средняя школа и технический колледж Месропяна (арм. Մեսրոպյանի անվան ավագ դպրոց եւ տեխնիկական քոլեջ) и Средняя школа Святой Агнес (арм. Սբ. Ագնես ավագ դպրոց);
- Армянские евангелические школы: Армянская Евангелическая Средняя Школа им. Шамлян и Татикян (арм. Հայ Աւետարանական Շամլեան Թաթիկեան Երկրորդական Վարժարան) и Средняя Школа Питера и Эммануила Торосяна (арм. Պետրոս եւ Էմանուել Թորոսյան միջնակարգ դպրոց);
- Неконфессиональные школы: средняя школа им. Ваана Текеяна (арм. Վահագն Թեքեյան ավագ դպրոց);
- Неармянские школы: Бурдж Хаммуд также имеет неармянские конфессиональные, а также официальные государственные школы, в том числе школу Аль-Инайа, Аль-Салам, Аль-Ахлийа, Аль-Санабел, школу Святого Иосифа и Национальный лицей Ливана.

Колледжи
В Бурдж-Хаммуде есть два технических и профессиональных колледжа: Техническая школа L.A.T.C. (Армянская Апостольская Церковь) и Технический Колледж Месропяна (Армянская Католическая).
В Бурдж Хаммуд также есть армянская школа для нуждающихся детей, которая называется «Звартноц».

## Религия

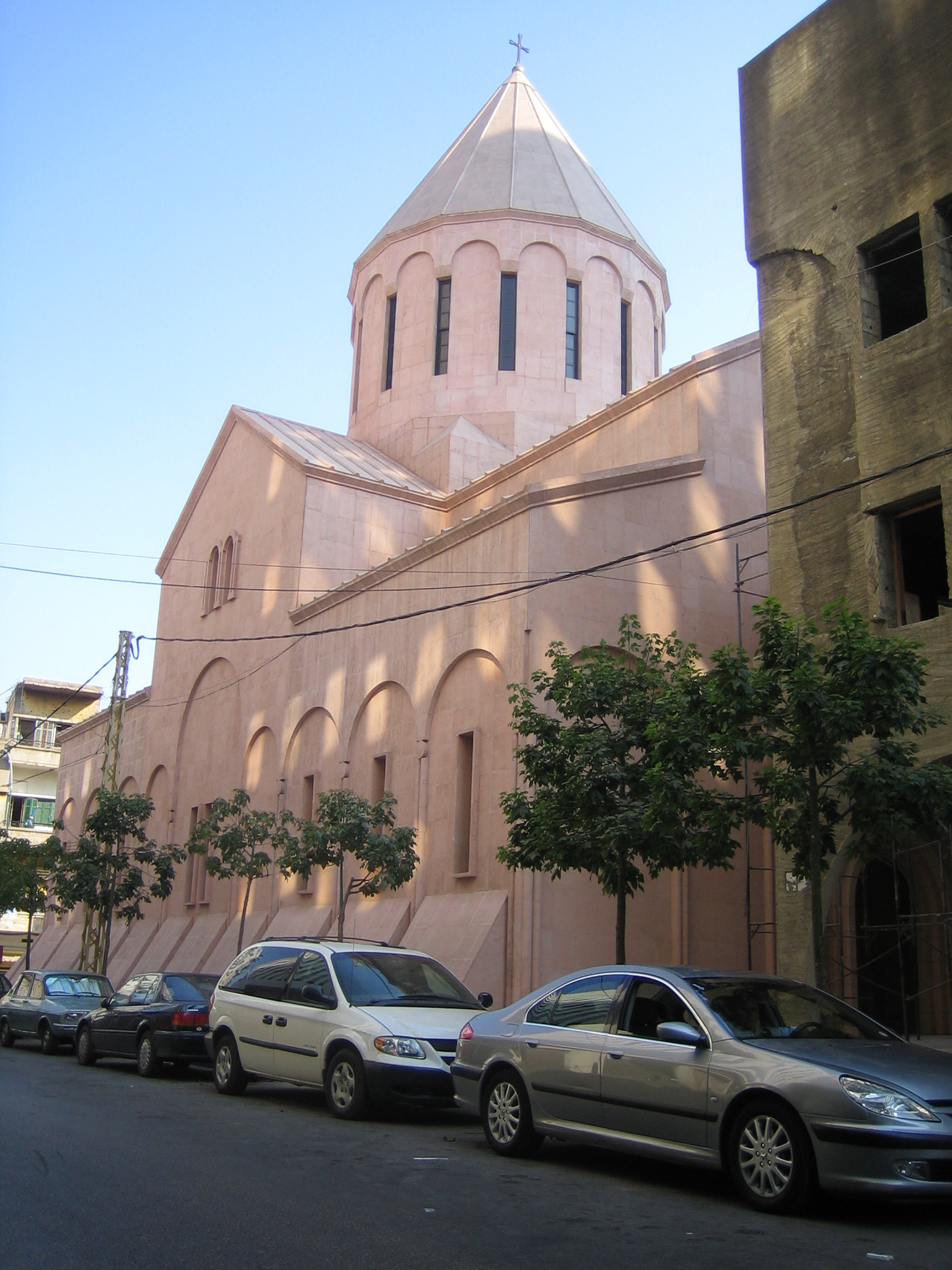
Церковь Св. Вардана в Бурдж Хаммуде

- Армянские Апостольские церкви: Церковь Св. Вардана, Церковь Сорока мучеников, Церковь Аствацацин и Церковь Св. Саргиса;
- Армянские католические церкви: Церковь Святого Спасителя;
- Армянские евангелические церкви: Армянская евангелическая церковь Нор Мараш, Армянская евангелическая церковь Аманос и Евангелическая церковь Бога.

У неармянских конфессий также есть церкви в Бурдж-Хаммуде, в том числе маронитские (Мар Доумит), (Мар Юсеф (Святой Иосиф), греческие православные и греко-католические церкви, а также адвентистские церкви.

## Спорт
Бурдж Хаммуд имеет муниципальный футбольный стадион вместимостью 10500 мест.

## Организации
- «Общество милосердия Армении»
- «Азтаг» (ежедневная газета)
- «Амазгаин» (общенациональный образовательный и культурный союз)
- «Голос Вана» (армянская радиостанция)

## Известные люди Бурдж Хаммуда
- Хасан Насралла — лидер «Хезболлы»
- Вазген Сислян — боец «АСАЛА»
- Сетрак Аджемян — смертник «Армянской Революционной Армии»
- Ара Карвикян — смертник «Армянской Революционной Армии»
- Саркис Абрахамян — смертник «Армянской Революционной Армии»
- Симон Яхниян — смертник «Армянской Революционной Армии»
- Ваче Даглиян — смертник «Армянской Революционной Армии»
- Хампиг Сасунян — член «Армянской Молодёжной Федерации» и участник организации «Бойцы за справедливость в отношении геноцида армян»
- Карим Пакрадуни — политик, политолог и юрист, советник президентов Ливана Ильяса Саркиса и Эмиля Лахуда
- Пьер Чаммасян — комик